# Wilhelmine Wiechowski
Wilhelmine Wiechowski (geborene Wilhelmine Friederike Meißner; * 3. Dezember 1834 in Zwickau in Böhmen; † 23. März 1925 in Prag) war eine Lehrerin, Schriftstellerin und Aktivistin der Frauenbewegung.

## Werdegang
Die Tochter eines Arztes absolvierte 1854 in Prag die Lehrerinnenbildungsanstalt und unterrichtete Musik sowie Englisch und Französisch. 1866 heiratete sie den Pädagogen Alexander Wiechowski (1831–1883), der ein Untergymnasium und eine Unterrealschule mit Internat in Prag leitete.
In dem von ihrem Mann 1869 initiierten Deutschen pädagogischen Verein gründete sie eine Frauensektion, der sie bis 1878 vorstand. 1870 hielt sie in Prag den ersten öffentlichen Vortrag einer Frau über die Frauenfrage. Im 1893 entstandenen Verein Frauenfortschritt, der die Emanzipation der Frauen förderte, wurde sie zur ersten Vorsitzenden gewählt. Wiechowski trat für das Frauenwahlrecht ein und war im Rahmen der Frauenbewegung in Böhmen, Österreich und Deutschland gut vernetzt, so war sie auch im Bund österreichischer Frauenvereine aktiv. Sie redigierte seit deren Gründung 1870 die Zeitschrift Blätter für Erziehung und Unterricht und veröffentlichte zu den Bereichen Pädagogik, Schulwesen, Kultur und Frauenrechte zahlreiche Bücher und Aufsätze.
Ihr Sohn war der Pharmakologie-Professor Wilhelm Friedrich Wiechowski.

## Schriften
- Märchen-Buch. Hrsg. vom Deutschen pädagogischen Vereine in Prag. Prag: Tempsky, 1879, 240 Seiten.
- Zur Erziehung in der Familie. Prag: Verlag des Deutschen Vereines zur Verbreitung gemeinnütziger Kenntnisse in Prag, 1891, 16 Seiten (Sammlung gemeinnütziger Vorträge, Heft 158).
- Frauenleben und -Bildung in Prag im 19. Jahrhundert. Leipzig: Verlag der Frauen-Rundschau, 1903, 23 Seiten.
- Frau und Kind. Gedanken und Aufsätze. Mit einem Vorwort von Moritz Winternitz. Hrsg. vom Deutschen Verein Frauenfortschrift in Prag zur Feier des 90. Geburtstages der Verfasserin. Prag: Frauenfortschritt; Taussig &. Taussig, 1924, XII, 219 Seiten.